# 서자위
서자위(徐自爲, ? ~ ?) 또는 서식(徐息)은 전한 중기의 관료이다.

## 행적
원정 6년(기원전 112년) 12월, 장군 이식과 함께 서강을 쳐 평정하였다.
태초 원년(기원전 104년), 중위 왕온서가 죄를 지어 스스로 목숨을 끊었다. 이때 그의 두 아우와 그 사돈 집안도 죄를 지어 모두 주살되었는데, 이를 두고 광록훈 서자위는 탄식하며 말하였다.
| “ | 슬픈 일이다. 예로부터 (죄를 지으면) 삼족(三族)을 멸한다고 하는데, 왕온서의 죄는 오족(五族)이 멸하게 만들었구나! | ” |

태초 3년(기원전 102년), 흉노의 선우 오사려가 죽고 구리호가 뒤를 이었다. 광록대부 서자위는 조정의 명령으로 오원의 요새에서 나아가 가깝게는 수백 리, 멀게는 천 리까지 진출하여 성채와 망루를 쌓고 여구산(廬朐山)에까지 이르렀다. 그해 가을, 흉노는 정양·운중에 쳐들어와 수천 명을 죽이거나 사로잡는 한편 돌아가는 길에 서자위가 쌓은 성채와 망루를 부쉈다.

## 출전
- 사마천, 《사기》
  - 권110 흉노열전
  - 권122 혹리열전
- 반고, 《한서》
  - 권6 무제기
  - 권19하 백관공경표 下